# Ole Paus
Ole Paus (1947–2023) fue un cantautor y poeta noruego, ampliamente considerado como una de las figuras musicales más innovadoras de Noruega del siglo XX y "el trovador más significativo de Noruega en el momento de su muerte." Surgiendo durante el renacimiento de la balada noruega (en noruego: visebølgen), Paus fue fundamental para definir la dirección del género. A lo largo de una carrera de cinco décadas, lanzó alrededor de 40 álbumes y escribió novelas, colecciones de poesía y libros de viajes. Sus obras abarcaron desde canciones de protesta y baladas satíricas hasta himnos profundamente reflexivos y canciones de amor. Paus era conocido por su distintivo individualismo, crítica social y postura rebelde, enfrentándose "sin miedo por los más débiles contra los poderes establecidos." Frecuentemente llamado el "trovador nacional" de Noruega, su canción Mitt lille land se convirtió en un himno unificador tras los atentados de Noruega en 2011.
Nacido en Oslo en una familia aristocrática con estrechos vínculos con Henrik Ibsen, Paus creció como hijo de un general en una familia a veces disfuncional, marcada por la pérdida, la ansiedad, la agitación y la distancia emocional. Después de la temprana muerte de su madre, fue criado por su abuela Ella, quien había llegado a Noruega como refugiada judía desde Viena en 1938. En 1967, comenzó a presentarse como cantautor en Oslo, una profesión que "no existía en ese momento," y fue descubierto en 1969 por Alf Prøysen y Alf Cranner.
Su debut discográfico llegó en 1970 con Der ute – der inne, que presentaba 18 canciones sobre la vida urbana en Oslo. Animado por Prøysen, publicó la colección de poesía Tekster fra en trapp al año siguiente. Sus primeros álbumes mezclaron influencias de folk, jazz y rock, caracterizados por una aguda crítica social y una profunda empatía hacia los marginados, los solitarios y los excluidos de la sociedad—"todos nosotros que no podíamos lidiar con la existencia," como expresó en canciones como Jacobs vise, Merkelige Mira, Blues for Pyttsan Jespersens pårørende y Kajsas sang. Durante la década de 1970, colaboró con artistas destacados como Jens Bjørneboe y Ketil Bjørnstad, creando obras que trascendieron los géneros tradicionales. Su mordaz sátira encontró un espacio en la serie Paus-posten, consolidando su reputación como provocador cultural.
En años posteriores, Paus se centró en temas más contemplativos y espirituales. Sus colaboraciones con el Taller Cultural de la Iglesia produjeron interpretaciones notables de himnos, y su canción Innerst i sjelen se convirtió en un clásico noruego. Trabajando junto a su hijo, el compositor clásico Marcus Paus, exploró la ópera, el oratorio y la música vanguardista. Alexander Z. Ibsen—sin relación familiar—destacó que "Ole Paus ocupó una posición única entre los artistas noruegos. Las canciones que escribió tocaron a muchos, abarcando desde himnos contemplativos hasta baladas satíricas. A la luz de sus muchos años activos y su obra que cruzó géneros, debe considerarse el trovador más significativo de Noruega en el momento de su muerte," mientras que Håvard Rem lo llamó el primer cantautor de Noruega. Su memoria publicada póstumamente, For en mann (2024), revela a un artista cuya vida y obra desafiaron cualquier categorización sencilla.